# Adonxs
Адам Павловчин (слов. Adam Pavlovčin; Мијава, 13. септембар 1995), познатији као Adonxs, словачки је певач и манекен. 

## Биографија
Адам је рођен у Мијави, а одрастао у Сеници,  заинтересовао се за плес и певање у раном детињству. Придружио се јуниорској плесној групи, похађао часове певања и почео да учи клавир.  
Фокусирајући се на плес, наступао је са професионалним плесним групама и освојио је пет пута Словачко првенство у IDO уличним плесним дисциплинама, како у јуниорској, тако и у одраслој категорији. Када је имао петнаест година, одселио се од породице у Братиславу да би похађао двојезичну средњу школу „CS Lewis“  и похађао часове глуме на академији која се налазила у позоришту „New Scene“. Са 16 година је потписао уговор са агенцијом за моделе.
Након тога, преселио се у Праг да би се класично школовао код познате оперске певачице Хане Пецкове. Зарађивао је за живот као слободни уметник у Прагу годину дана пре него што се преселио у Лондон да би наставио музичку каријеру. Дипломирао је са одличним успехом на Британском и ирском институту за модерну музику у Лондону.  Док је још био у средњој школи, Адонкс је са својим школским другом, сада композитором филмске музике, Адријаном Чермаком, основао музичку групу PACE. Након пресељења у Лондон, дуету су се придружила још два музичара, гитариста из Монака и бубњар из Грчке.

Почетком 2018. године, мултикултурална формација је објавила свој дебитантски ЕП под називом Keeper.  Годину дана касније, PACE је објавио сингл „Hunt Me Down“, а затим и „Fallen“ 2020. године.  Након пандемијских ограничења у вези са концертним просторима у Уједињеном Краљевству, Adonxs се вратио у Праг, како би започео соло каријеру 2021. године.
Године 2021, Адонкс је стекао популарност у својој родној земљи и Чешкој након што је победио у емисији „Суперстар“, седмој сезони заједничке чешко-словачке верзије емисије Идол. Након победе, потписао је уговор са Ворнером и почео да пише и снима свој дебитантски албум у студију Лаваганс са продуцентима Оливером Филнером, Мареком Раковицкијем и Томом Лобом. У јануару је добио номинацију за најбољег новог извођача на додели награда Рука Хоре 2021. године, упркос томе што још увек није званично објавио никакав соло материјал.  
Дана 20. маја, објавио је свој дебитантски соло сингл „Moving On“ под мононимним уметничким именом Adonxs. У Чешкој Републици, албум Age of Adonxs је биo номинован за награду Анђел за најбољи словачки албум 2022. године  Своју прву песму на словачком језику, „Sám“, објавио је 15. марта 2024. године.
У децембру 2024. године, Чешка телевизија је објавила да је интерно одабрала Adonxs да представља Чешку на Песми Евровизије 2025. године, која ће се одржати у Базелу.
Поред музичке каријере, Адонкс је професионални плесач специјализован за улични плес, лирски џез и латино плес. Петоструки је словачки шампион у IDO дисциплинама уличног плеса, како у јуниорској, тако и у одраслој категорији. Био је члан компаније RDS, наступао је са извођачима као што су Роби Вилијамс, Никол Шерзингер или Леона Луис, и усавршавао се са кореографима као што су Кион Мадрид, Камило Лауричела и Ијан Иствуд.  
Адонкс је почео професионално да се бави манекенством са 16 година. Године 2022, постао је заштитно лице Adidas Originals у Чешкој.  У августу 2022. године, Adonxs је био домаћин светског финала Elite Model Look 2022. године.

## Дискографија

### Студијски албуми
- Keeper (2018)
- Superstar 2021 (2021)
- Age of Adonx (2022)